# Anna Belényi
Anna Veronika Belényi (* 5. Januar 1989 in Budapest) ist eine ungarische Fußballtorhüterin.

## Karriere

### Verein
Belényi spielte in der Jugend beim Rákosmenti Községi Sportkör Egyesület Budapest. 2009 rückte sie in die erste Mannschaft auf, bevor sie am 13. August 2010 zu XII. kerületi Önkormányzat Hegyvidék wechselte. Nachdem sie in ihrer ersten Seniorensaison zu nur zwölf Einsätzen gekommen war, wechselte sie zu Beginn der Saison 2011/12 am 1. September 2011 auf Leihbasis zum Belvárosi Női Labdarúgó Club. Nach der Saison 2011/12, in der sie zu sieben Einsätzen in der NB II kam, kehrte sie im Mai 2012 zu TFSE-Hegyvidék zurück. Die Torhüterin wechselte im Sommer aus ihrer ungarischen Heimat zum österreichischen Erstligisten FSK Simacek St. Pölten-Spratzern. Nachdem sie zu 17 Einsätzen in der ersten Saisonhälfte der Saison 2013/2014 für Spratzern gekommen war, kehrte sie im Januar 2014 nach Ungarn zurück und unterschrieb für den Szegedi AK.

### Nationalmannschaft
Belényi gehört zum erweiterten Kader der ungarischen Frauennationalmannschaft.